# Chloridolum palawanensis
Chloridolum palawanensis là một loài bọ cánh cứng trong họ Cerambycidae.